# Іван Джанаєв
Джанаєв Іван Васильович (псевдонім Нігер; 2 жовтня 1898, Синдзисар, Нарський повіт, Терська область — 3 травня 1947, Орджонікідзе, СРСР) — осетинський радянський поет, літературознавець, публіцист і перекладач.

## Біографія
У 1909 році закінчив Нарську парафіяльну школу, після чого навчався у Владикавказькому духовному училищі.
У 1913 році вступив в Ардонську духовну семінарію.
Брав участь у виданні рукописного ілюстрованого журналу «Фідіуаг» («Глашатай»), який і зараз виходить осетинською мовою. Під своїми гострими публіцистичними статтями в цьому журналі він ставив підпис: Нігер. Цей псевдонім закріпився за ним на все життя.
У 1917 році вступив на історико-філологічний факультет Саратовського університету.
Відучившись рік, влітку 1918-го приїхав на канікули додому в Синдзисар. Почалася Громадянська війна. В Саратов він не повернувся.
Тільки через 9 років, в 1927 році він вступив на літературний факультет Північно-Осетинського державного педагогічного інституту, який закінчив у 1930 році. Тоді ж його прийняли в аспірантуру Північно-Осетинського науково-дослідного інституту.
З 1936 року виконував посаду завідувача відділом історії осетинської літератури в Північно-Осетинському НДІ.
Читав лекції з теорії літератури, давньогрецької і давньоримської літератури, фольклору, історії осетинської літератури. Виконав колосальну роботу по систематизації і вивчення нартського епосу осетин.